# HOUSE
HOUSE es el segundo y último álbum de la banda de rock japonesa GIRLFRIEND. Fue lanzado en medios digitales el 29 de abril de 2020, y salió en formato físico el 23 de septiembre de 2020. Este fue el último disco de la banda antes de su disolución en abril de 2021. Destaca su single sky & blue, que fue el Opening 8 del anime Black Clover

## Lista de canciones
Todas las canciones escritas y compuestas por Mirei, Sakika, Nagisa y Mina. 
| N.º | Título                       | Duración |  |
| 1.  | «sky & blue»                 | 3:58     |  |
| 2.  | «それだけ。»                 | 5:10     |  |
| 3.  | «FULL HOUSE»                 | 3:53     |  |
| 4.  | «影法師»                     | 4:27     |  |
| 5.  | «少女のままで»               | 4:32     |  |
| 6.  | «Figure»                     | 3:26     |  |
| 7.  | «ヒロインになりたい»         | 3:48     |  |
| 8.  | «striky girl»                | 3:52     |  |
| 9.  | «ナミダの飛ばし方»           | 3:21     |  |
| 10. | «LIFE»                       | 5:56     |  |
| 11. | «High up High»               | 4:19     |  |
| 12. | «ナミダの飛ばし方»           | 5:11     |  |
| 13. | «ラブソングが聴きたくなった» | 3:55     |  |
| 14. | «少女のままで»               | 4:10     |  |

## Créditos
- SAKIKA: Voz, guitarra.
- NAGISA: Guitarras.
- MIREI: Batería.
- MINA: Bajo.